# حدائق النصر

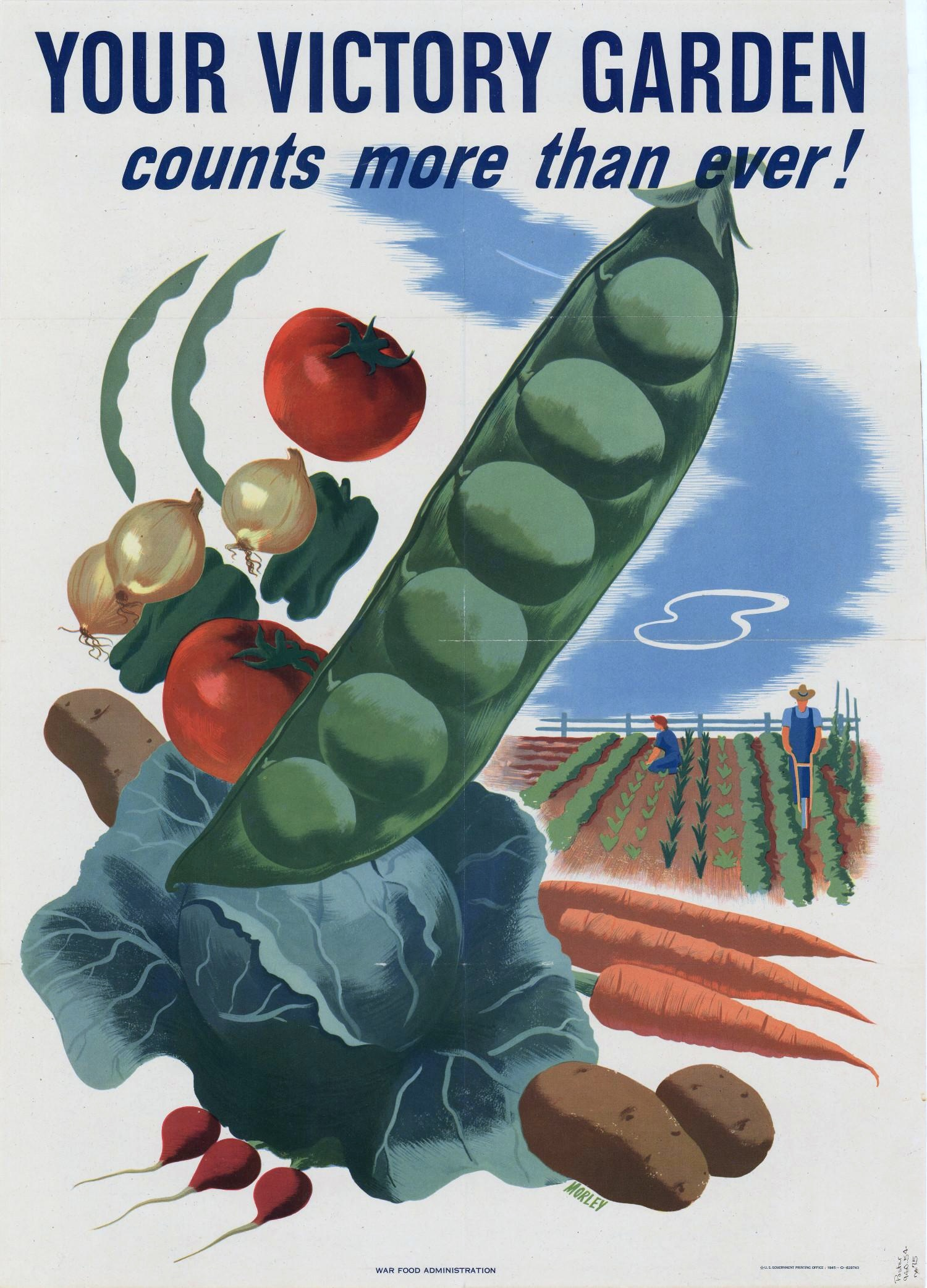
ملصق يعود لفترة الحرب العالمية الثانية يروج لحدائق النصر

حدائق النصر، وتسمى أيضا حدائق الحرب أو حدائق الغذاء للدفاع، كانت حدائق تُزرع فيها أنواع الخضار والفاكهة والأعشاب، وكانت تتواجد في المساكن الخاصة والمتنزهات العامة في الولايات المتحدة، المملكة المتحدة، كندا، أستراليا وألمانيا خلال الحرب العالمية الأولى والحرب العالمية الثانية.